# 7013 Trachet
7013 Trachet eller 1988 RS4 är en asteroid i huvudbältet som upptäcktes den 1 september 1988 av den belgiske astronomen Henri Debehogne vid La Silla-observatoriet. Den är uppkallad efter belgaren Tim Trachet.
Asteroiden har en diameter på ungefär 5 kilometer.